# 教练-9
教练-9，又名FTC-2000 山鹰，为双座喷气式高级教练机，也称“高教9”，由贵州航空工业集团为中国人民解放军空军研发。

## 发展
教练9“山鹰”新型教练机由中国航空工业第一集团公司旗下的贵航集团研制，能弥补目前中国部队使用训练的J7L和其改型的JJL7A高级教练机的一些突出缺陷、并能满足中華人民共和国第三代战斗机的训练需求，可承担歼7、歼8等国产战斗机的训练要求，同时兼有一定的作战能力，还具备了改装为侦察机、电子干扰机、轻型攻击机等军用飞机的发展潜力。
中国人民解放軍从2010年开始装備歼教-9。
升級版外貿機FTC2000G。

## 设计

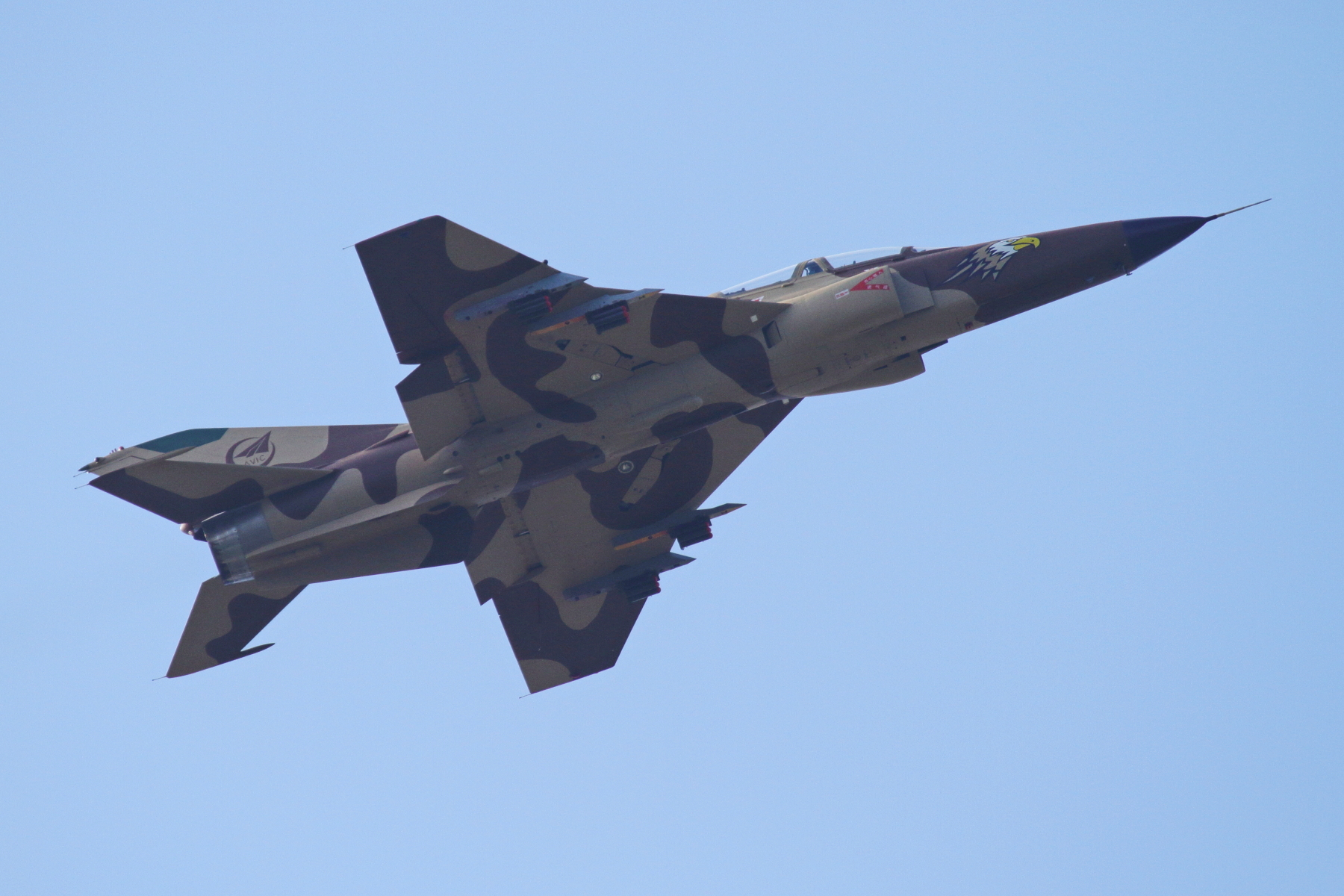
FTC-2000於2016年珠海航展

“山鹰”新型高级教练机的设计既考虑与基础教练机和第三代战斗机的衔接，又结合国内飞机制造技术的基础，因此设计和生产方面都具有广泛的继承性。“山鹰”新型高级教练机在整个机体设计上作了较大的改变，其目的就是使歼教—7飞机这种二代教练机脱胎换骨为具备第三代战斗机特点的高级教练机，最重要的手术在机翼和前机身上进行。首先，“山鹰”的机首吸取了枭龙战机削形进气道，并装有类似“飞豹”的附助进气口。机背的高高弓起极具立体感，摆脱了歼—7系列战机机背的苏式设计。同时，吸取了歼—7E的双三角翼设计，这种机翼特别适合中低空飞行，为它日后作为对地攻击机打下坚实基础。

## 型號
- 歼教-9：基本空军型，歼教-7A基础上改进，主要火控系统只有模拟机，用于模拟空战训练，座舱仪表是机电混合式，使用折射式平显，主仪表板两侧安装有两块小型战术显示器。
- 歼教-9H：空军型基础上改进，加入一些适应海上飞行改装的海军航空兵陆基型号
- 歼教-9J：9H基础上改进，加装了着舰拦阻系统，用于航母舰载机陆基飞行训练
- 歼教-9K：9J基础上改进，换裝更先进的无框衍射式平显，沿用FTC-2000G的航电系统设计，达到第四代战斗机后期型的航电水准。同時对机翼进行了修型，並在翼尖使用了开裂式阻力舵，用于改善飞机的俯仰特性，适应可能的航母舰载机飞行。在中國人民解放軍海军航空兵陆基训练单位中逐步替代了之前的教-9H，成为了航母舰载机部队中级教练机的主力机型。不仅用于培训歼-15战斗机的飞行员，也可以作为歼-15T型战斗机飞行员的中级教练机使用
- FTC-2000G：2018年珠海航展發表，外貿改進型，使用平面缝隙阵全波形雷达，可以换用经济适用版相控阵雷达；将之前的一平两下的机电式仪表，改进成为一平三下的综合航空电子系统，为飞机配齐整套火控系统和任务计算机，可以遂行对空拦射和对地精确打击任务等。适配多型先进航空武器，可以使用PL-12遂行超视距拦射，及携带激光制导炸弹和GPS/INS精确制导炸弹。

## 使用國
- 中国
  - 中國人民解放軍空軍
  - 中國人民解放軍海軍航空兵
- 緬甸
  - 緬甸空軍[1]
- 苏丹
  - 蘇丹空軍（英语：Sudanese Air Force） - 6 架。[2][3]其中一架在内戰中被炸毁。

## 技术特性
参考资料：Military-Today
基本信息
- 机组：2

性能
- 推重比：0.86

武器

- 機槍：1×23-1式23毫米機炮
- 外挂点：5
- 飛彈：

  - 对空：各种近距，或者中距空对空导弹（霹雳-8、霹雳-9）
  - 对地：各种导弹
- 炸彈：各种制导或非制导炸弹，火箭

航電

JL-10多普勒脉冲雷达

### 相关机型
- 歼7
- 米格21

### 同类飞机
- T-38教练机